# We Are What We Are (film)
We Are What We Are – amerykański film fabularny z 2013 roku w reżyserii Jima Mickle’a, będący remakiem meksykańskiego horroru Jesteśmy tym, co jemy (2010). Obraz opowiada historię rodziny kanibali oraz dochodzenia w sprawie ich zbrodni. Swoją premierę miał podczas Sundance Film Festival  w styczniu 2013, a w maju tego roku wyświetlany był w trakcie 66. Międzynarodowego Festiwalu Filmowego w Cannes, w sekcji Quinzaine des Réalisateurs. Na gali Sitges − '13 Catalonian International Film Festival Mackle wyróżniony został nominacją do nagrody dla najlepszego filmu fabularnego.

## Obsada
- Bill Sage − Frank Parker
- Julia Garner − Rose Parker
- Ambyr Childers − Iris Parker
- Michael Parks − dr Barrow
- Kelly McGillis − Marge
- Wyatt Russell – Zastępca szeryfa Anders
- Odeya Rush – Alyce Parker
- Nick Damici – szeryf Meeks
- Annemarie Lawless – Arlene Stratton